# Yokosuka R2Y
Le Yokosuka R2Y Keiun (nuage heureux) est un prototype d'avion militaire de la Seconde Guerre mondiale réalisé dans l'empire du Japon par l'Arsenal technique aéronaval de Yokosuka.